# جايسون كلارك
جايسون كلارك (16 يناير 1990 في الولايات المتحدة - ) (بالإنجليزية: Jason Clark)‏ هو لاعب كرة سلة أمريكي في مركز مدافع مسدد الهدف. لعب مع فريق جورجتاون هوياس لكرة السلة للرجال ‏.

## وصلات خارجية
- جايسون كلارك على موقع كرة السلة الأوروبية.كوم (الإنجليزية)
- جايسون كلارك على موقع كلية كرة السلة في سبورتس رفرنس.كوم (الإنجليزية)
- جايسون كلارك على موقع ريلجم (الإنجليزية)
- جايسون كلارك على موقع بروبوليرز (الإنجليزية)
- جايسون كلارك على موقع سبورتس رفرنس (الإنجليزية)